# Hosszú István (pilóta)
Hosszú István (1893–1963) magyar pilóta, repülőgép szerelő.

## Életpálya
Az első világháború alatt tábori vadászgépével  több száz órát töltött a levegőben. A magyar vitorlázórepülést megelőző hőskorban eredményesen épített motor nélküli siklógépet. Egészen fiatalon szerezte meg a „C” vizsgát vitorlázórepülésben.
Ő repült a világon először az egy helyből fel és leszálló repülőszerkezettel (helikopter) zárt pályán. Kispest mellett, 1928. szeptember 9-én emelkedett fel. A propeller 1000 fordulatot tett meg a földön, majd mintegy 1,5 méteres magasságba emelte a gépet, amely egy percig lebegett, majd gond nélkül leszállt. A szenzáció bejárta az egész világot. Ő volt Asbóth Oszkár közvetlen műszaki munkatársa.

## Szakmai sikerek
A Paul Thissandier diploma tulajdonosa.

## Külső hivatkozások
- Hosszú István. network.hu. [2009. augusztus 26-i dátummal az eredetiből archiválva]. (Hozzáférés: 2011. november 27.)